# راک کلاسیک

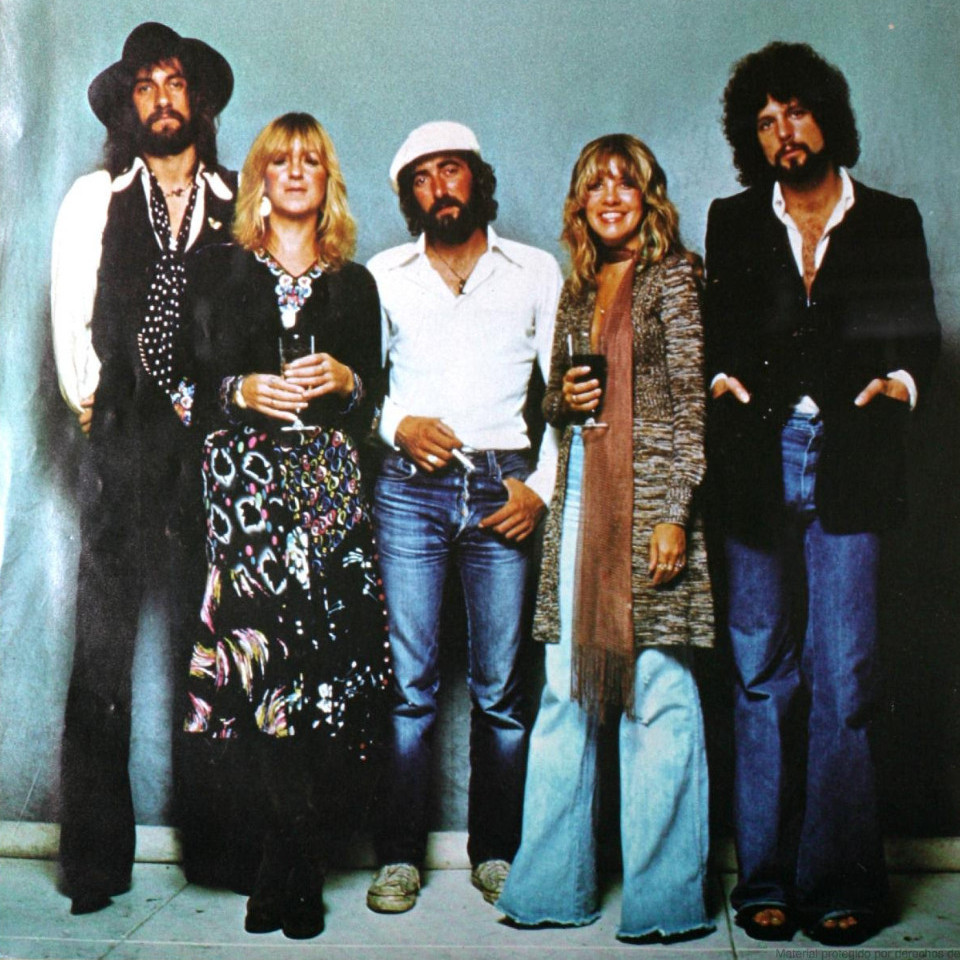
عکس تبلیغاتی گروهی از گروه فلیت‌وود مک برای جُنگ شایعات. از چپ به راست: میک فلیت‌وود، کریستین مک‌وی، جان مک‌وی، استیوی نیکس و لیندسی باکینگهام. این عکس در شماره ۲۵ ژوئن ۱۹۷۷ مجله بیلبورد منتشر شد.

راک کلاسیک به گونه ای از برنامه‌های رادیویی گفته می‌شود که در ایستگاه‌های رادیویی راک جنگ محور (AOR) در سال‌های نخست دهه ۱۹۸۰ میلادی به محبوبیت رسیدند. سبک‌های از موسیقی راک که بین دهه ۱۹۶۰ تا ۱۹۹۰ محبوب بودند ساختار راک کلاسیک را تشکیل داده‌اند. از این سبک‌ها می‌توان راک اند رول، بلوز راک، هارد راک، هوی متال، پراگرسیو راک و سایکدلیک راک را نام برد. راک کلاسیک در نیمه دوم دهه ۱۹۹۰ با رشد فزاینده ای در میان نسیل پر نوزاد در ایالات متحده، کانادا و استرالیا محبوب شد.
اگرچه راک کلاسیک بیشتر برای شنوندگان بزرگسال جذاب بوده است اما سبک‌های راکی که در این ایستگاه پخش می‌شوند این گونه از موسیقی را به گوش شنوندگان جوان‌تر نیز رسانده‌اند. برخی از ایستگاه‌های راک کلاسیک تعداد کمی از ترانه‌های جدید راک را نیز پخش می‌کنند که با سبک‌های راک کلاسیک سازگاری دارند.
در نیمه دوم دهه ۲۰۱۰ جنبشی با نام جنبش زنده سازی راک کلاسیک به وجود آمد که در تلاش است تا موسیقی راک را به دوران کلاسیک و طلایی آن در دهه ۱۹۶۰ و ۱۹۷۰ برگرداند. این گروه از سبک‌های مانند بلوز راک، هارد راک و پراگرسیو راک در ترانه‌های خود استفاده می‌کنند.

## همچنین بخوانید
- آلترناتیو کلاسیک
- راهنمای ضبط کریستگاو: آلبوم‌های راک دهه هفتاد
- راک جریان اصلی

## پیوست
1. 1 2  Pareles, Jon (June 18, 1986). "Oldies on Rise in Album-Rock Radio". The New York Times. Retrieved April 19, 2019.
2. ↑  Hickey, Walt (July 8, 2014). "Classic Rock Started with the Beatles and Ended with Nirvana". fivethirtyeight.com. ABC News Internet Ventures. Retrieved May 1, 2019.
3. ↑  Hill, Douglas. "AOR Nears Crucial Crossroads: Demographics, Ad Pressures My Force Fragmentation" Billboard May 22, 1982: 1
4. ↑  Kids are listening to their parents - Their parents' music, that is بایگانی‌شده  در ژوئن ۲۶, ۲۰۱۲ توسط Wayback Machine USA Today March 30, 2004
5. ↑  "New York Radio Guide: Radio Format Guide", NYRadioGuide.com, 2009-01-12, webpage: NYRadio-formats. بایگانی‌شده  در مارس ۲۷, ۲۰۰۶ توسط Wayback Machine